# Famille Spitalieri de Cessole
 (février 2013).
Si vous disposez d'ouvrages ou d'articles de référence ou si vous connaissez des sites web de qualité traitant du thème abordé ici, merci de compléter l'article en donnant les références utiles à sa vérifiabilité et en les liant à la section « Notes et références ».
La famille Spitalieri, originaire de Barcelonnette, est connue à Nice depuis le XVIe siècle. Elle y exerça le commerce jusqu'au milieu du XVIIIe siècle puis occupa d'importantes fonctions, notamment au sénat de Nice. Elle est anoblie en 1775 et acquiert le fief de Cessole.

## Anoblissement
La famille est anoblie le 23 mai 1775 en la personne de François-Honoré Spitalieri (1720-1792), lequel, par lettres patentes, est inféodé au lieu de Cessole avec le titre de comte. Le comté de Cessole, près d'Acqui Terme, dans le Piémont, fut le fief des Scampi, des Valperga et des Scaglia de Verrua. Cessole ayant fait retour à la couronne sarde, le fief fut proposé à la vente et acquis par les Spitalieri.

## Membres
François-Honoré Spitalieri de Cessole fut négociant à Nice et élu second consul de la ville à deux reprises, en 1755 et en 1762. Son fils Jean-Joseph, docteur ès-lois, fut avocat au sénat de Nice et épousa la fille du célèbre procureur général du Parlement d'Aix-en-Provence, Jean-Pierre-François de Ripert-Monclar. Il fit construire le palais Spitalieri de Cessole, devenu palais d'York, à Nice.
Son fils Hilarion (1776-1845), docteur en droit, fut conseiller municipal puis président du sénat de Nice de 1835 à sa mort. Il avait été nommé grand-croix de l'ordre des Saints-Maurice-et-Lazare par le roi de Sardaigne pour sa conduite lors de la terrible épidémie de choléra de 1832. Hilarion de Cessole épousa la fille de Joseph-Antoine Peyre de Châteauneuf, premier consul de Nice à plusieurs reprises et descendant d'une des plus vieilles familles de la ville, propriétaire de la villa de Châteauneuf à Gairaut, un quartier de Nice.
Le frère d'Hilarion, Eugène (1785-1864), entra dans les ordres. Il fonda les Filles de la Providence en 1819, connues aussi à Nice sous le nom de Cessolines. Elles recueillaient les jeunes filles abandonnées dans le couvent de la Visitation dans la vieille ville, les formaient et louaient leurs services comme pleureuses pour les enterrements. La Fondation de Cessole, fondée en 1820 par Eugène Spitalieri de Cessole est toujours active. Elle gère notamment le lycée de la Providence implanté dans la plaine du Var. Elle est toujours propriétaire du couvent de la Visitation qui abrite aujourd'hui le centre culturel de la Providence. 
Le petit-fils d'Hilarion, le chevalier Victor de Cessole (1859-1941) fut président du Club alpin de Nice et légua son importante bibliothèque au musée Masséna de la ville de Nice.

## Hommage
Une rue (un boulevard) de Nice porte le nom de cette famille.